# Robert Bruce Horsfall
Robert Bruce Horsfall (21 d'octubre del 1869 – 24 de març del 1948) fou un il·lustrador de la vida silvestre dels Estats Units. Les seves pintures foren publicades en diverses obres de principis del segle xx, incloent-hi Warblers of North America, de Frank M. Chapman.
Nasqué a Clinton (Iowa) el 1869, fill de John Tomlin i Anne Buttersby Horsfall. Estudià a l'Acadèmia d'Art de Cincinnati i, més endavant, a escoles d'art de Múnic i París. El 1906 es casà amb Carra Elisabeth Hunting, amb qui tingué un fill biològic i un altre d'adoptat. Se n'han exhibit obres al Museu Peabody d'Història Natural (Universitat Yale) i la Sala Guyot de la Universitat de Princeton. Morí el 24 de març del 1948 a Long Branch (Nova Jersey).